# Cyclops serratus
Cyclops serratus – wątpliwy gatunek widłonoga z rodziny Cyclopidae. Opisał go w 1866 roku Eduard Pratz w swojej pracy dyplomowej. W bazie World Register of Marine Species takson ten ma status nomen dubium.